# Lokbejtel
Lokbejtel (kaldes også Lokbejs, Lokbeitel, Lokbejl, Huljern (ikke at forveksle med "at hule"), Smaljern, eller Taphulsjern) er et svært, kraftigt, smalt stemmejern, hvor æggen sidder på smalsiden. Det er derfor tykkere end det er bredt og er følgelig et jern der bedre kan holde til tungere arbejde end det almindelige stemmejern, hvor kraftigt det så end udformes; En lokbejtel anvendes særligt af tømrere til at udhugge taphuller fx i svære bjælker og lignende.